# Джонсон, Аналисса
Анали́сса Джо́нсон (англ. Analissa Johnson) — американская кёрлингистка.

## Достижения
- Чемпионат США по кёрлингу среди женщин: золото (1997).
- Чемпионат мира по кёрлингу среди юниоров: серебро (1994), бронза (1993).
- Чемпионат США по кёрлингу среди юниоров: золото (1994).

## Команды
| Сезон   | Четвёртый   | Третий           | Второй        | Первый           | Запасной           | Турниры                        |
| ------- | ----------- | ---------------- | ------------- | ---------------- | ------------------ | ------------------------------ |
| 1992—93 | Эрика Браун | Кари Лиапис      | Стейси Лиапис | Дебби Генри      | Аналисса Джонсон   | ЧМЮ 1993                       |
| 1993—94 | Эрика Браун | Дебби Генри      | Стейси Лиапис | Аналисса Джонсон | Эллисон Дарра      | ЧСШАЮ 1994 · ЧМЮ 1994          |
| 1996—97 | Патти Ланк  | Аналисса Джонсон | Джони Коттен  | Трейси Сэчен     | Эллисон Дарра (ЧМ) | ЧСШАЖ 1997 · ЧМ 1997 (7 место) |

(скипы выделены полужирным шрифтом)